# Магда Симин - Бошан
Магда Симин - Бошан (27.фебруар 1922. Сента – 5. август 2004. Нови Сад) била је новинарка, публициста и списатељица. Била је један од оснивача Радио-Новог Сада. Писала је равноправно на српском и мађарском језику.

## Школовање
Основну школу похађала је у Сенти и Кикинди . Гимназију је похађала у више војвођанских градова а завршила непосредно пред рат у Кикинди. Године 1955. дипломирала је на Вишој педагошкој школи у Новом Саду, одсек за српскохрватски језик и књижевност.

## Радно ангажовање
Била је један од оснивача Радио-Новог Сада и дугогодишњи уредник.
У Радио Новом Саду радила је до пензионисања 1980.године.
Поред тога била је истакнути друштвено политички радник и писац. Учествовала је у раду Савета Српског народног позоришта, Стеријиног позорја и других културних институција у Новом Саду.
Била је посланица савезне Народне скупштине Југославије у Културно просветном већу од 1963. до 1967. године.

## Књиге
- Док вишње процветају (прво издање 1958. а друго проширено 1980.г.)
- Изданци на ветру (1964.г.)
- Помрачења (1972.г.)
- Сан младости (1983.г.)
- Камен на рамену (1988.г.)
- Белешке из Израела и Приче из Израела (1990. И 1998.г.)
- Породица Гал (2001.г.)
- Зашто су ћутале & мајка и ћерка о истом рату (Магда Бошан Симин и Невена Симин, 2008.г.)

## Признања
- Октобарска награда града Новог Сада (1971.г.)
- Орден рада са златним венцем (1975.г.)
- Повеља града Новог Сада (1984.г.)
- Награда за животно дело Друштва књижевника Војводине (1999.г.)

У њену част се од 2008.године организује „Међународни фестивал поезије и кратке приче „Магда Симин““

## Биографија
Рођена је у јеврејској породици од оца Александра (адвокат) и мајке Пауле. Имала је брата Ђорђа (1926.- 2010) и брата Павла (1931.-1944). Оца су убили мађарски фашисти у Чуругу 1942. године. Мајка и брат Павле су страдали у Аушвицу августа 1944. године при крају Другог светског рата.
Септембра 1941. године хапсе је Мађарски фашисти а војни суд у Суботици је осуђује на 13 година тешке робије. Током рата била је у затворима (логорима): Суботица ("Жута кућа" и судски затвор у Суботици), Маријаностра (мађ. Márianosztra) и тврђава Комаром (мађ. Komarom), Мађарска) . То су била сабиралишта за осуђенике и осуђенице одакле су их транспортовали у логоре. После тога била је у женском делу логора Дахау (Алах) и немачким логорима Берген-Белзен , Фалерслебен (сада део Волфсбурга) и Залцведел на Елби у Немачкој. Након ослобађања из логора са великим бројем логорашица је, што пешице што возовима, преко: Немачке, Чехословачке и Мађарске стигла у Суботицу. Тек ту је затекла свог брата Ђорђа Бошана али је тада сазнала да су многи чланови њихове родбине страдали у рату или логорима.
Страдање током рата, њено, њене породице и многих Српкиња и Јеврејки, описала је у својим књижевним делима.
Рат су преживели њен брат Ђорђе и она. Током рата страдао је већи део њихове породице. Њен брат Ђорђе Бошан (физичар) се касније школовао у Новом Саду и Београду. Једно време становао је код ње. Касније је постао доктор наука и редовни професор Електронског факултета у Нишу.
Од 1945. године па до смрти Магда Симин-Бошан живела је у Новом Саду.